# چپل هیل (کارولینای شمالی)
چپل هیل (به انگلیسی: Chapel Hill) شهری در ایالت کارولینای شمالی کشور ایالات متحده آمریکا است که جمعیت آن در سرشماری سال ۲۰۱۰ میلادی، ۵۷٬۲۳۳ نفر بوده‌است.